# Речни кунић
Речни кунић (лат. Bunolagus monticularis, енгл. Riverine rabbit, чеш. Králík říční) је сисар из реда двозубаца (Lagomorpha) и породице зечева (Leporidae). Једина је врста из рода Bunolagus.

## Опис
Речни кунић изгледом подсећа на већину осталих кунића, али његове тело и уши су дужи. По правилу има црну пругу између углова уста и образа, а део крзна око очију у облику прстена је беле боје, на грлу и трбуху крзно му је сивкасто. Реп му је вунаст и смеђе боје. Задња стопала су му широка.

## Распрострањеност и станиште
Ареал врсте је ограничен на једну државу. Јужноафричка Република је једино познато природно станиште врсте.
Станишта врсте су жбунаста вегетација и речни екосистеми. Насељава само неколико локација у пустињи Кару, у јужноафричкој покрајини Северни Кејп, а ниједна од тих локација није заштићено подручје. Речни кунић насељава долине река у пустињи и одређена жбуновита станишта.

## Начин живота
Храни се ноћу лишћем, травом, цвећем и гранчицама жбуња, а током дана мирује. Меко тло му омогућава копање огромних скровишта под земљом, у којим одгаја младунце. Број младунаца које женка доноси на свет је обично 1-2. Речни кунићи су полигамни, један мужјак се пари са већим бројем женки.

## Угроженост
Ова врста је крајње угрожена и у великој опасности од изумирања.